# Abelha africanizada
A abelha africanizada ou abelha do mel africanizado, também conhecida coloquialmente como "abelha assassina", é uma híbrida de espécies ocidentais de abelha (Apis mellifera) com abelhas africanas (A. m. Scutellata). São produzidas originalmente por cruzamento da abelha africana, com abelhas europeias, como a abelha italiana (A. m. Ligustica) e a abelha ibérica (Apis mellifera iberiensis).
A abelha africanizada foi criada e introduzida pela primeira vez no Brasil na década de 1950, em um esforço para aumentar a produção de mel, mas em 1957, 26 enxames escaparam acidentalmente da quarentena. Desde então, a nova espécie híbrida se espalhou por toda a América do Sul e chegou à América do Norte em 1985. Várias colmeias da espécie foram encontradas no sul do estado americano do Texas em 1990.
As abelhas africanizadas geralmente são muito mais defensivas que as outras espécies de abelha e reagem a perturbações muito mais rapidamente do que as abelhas ocidentais. Elas podem perseguir uma pessoa a mais de 400 metros, e já mataram cerca de 1000 pessoas, as vitimas geralmente recebem dez vezes mais picadas que nos ataques de abelhas europeias. Elas também já foram responsáveis por matarem cavalos e outros animais.

## História
Existem 28 subespécies reconhecidas de Apis mellifera com variações em grande parte por bases geográficas. Todas as subespécies são férteis. O isolamento geográfico levou a inúmeras adaptações locais, essas adaptações incluem ciclos de ninhada sincronizados com o período de floração da flora local, formação de aglomerados de inverno em climas mais frios, migração do enxame (na África), comportamento diferenciado em áreas desérticas e inúmeros outros traços hereditários.
As abelhas africanizadas do hemisfério ocidental são descendentes de colmeias operadas pelo biólogo e geneticista brasileiro Warwick Estevam Kerr, que tinha intercorrido a abelhas da Europa e da África Austral. Kerr estava tentando criar uma cepa de abelhas que produziria mais mel e que melhor se adaptava às condições tropicais (ou seja, mais produtiva) do que a cepa europeia de abelha, atualmente em uso em toda a América do Norte, Central e do Sul. As colmeias que continham a subespécie africana em particular, estavam alojadas em quarentena num apiário perto da cidade de Rio Claro no estado de São Paulo, região sudeste do Brasil e possuíam um alto nível de segurança. Essas colmeias haviam sido equipadas com telas de proteção especiais, para evitar que abelhas e zangões maiores saíssem e acasalassem com a população local de abelhas europeias. De acordo com Kerr, em outubro de 1957, um apicultor visitante que não tinha sido informado, notou que as telas de proteção especiais estavam interferindo nos movimentos das abelhas, e então ele as removeu, o que acabou resultando na liberação acidental de 26 enxames de abelha africana. Após essa liberação acidental, os enxames africanos se espalharam e cruzaram com as colônias europeias locais, e seus descendentes (híbridos das abelhas europeias e africanas), se espalharam pela América. Como seu movimento através da América do Sul e Central foi rápido e em grande parte não observado pelos humanos, as abelhas africanizadas ganharam a reputação de ser uma espécie biologicamente invasiva e a mais bem sucedida de todos os tempos.
As primeiras abelhas africanizadas nos Estados Unidos foram descobertas em 1985 em um campo de petróleo, no Vale de San Joaquin na Califórnia. Os especialistas em abelhas teorizaram que as colônias chegaram escondidas em uma carga de tubos de perfuração de petróleo, enviada da América do Sul. As primeiras colônias permanentes chegaram ao Texas, do México, em 1990. Na região de Tucson, no Arizona, um estudo de enxames em 1994 descobriu que apenas 15% das abelhas haviam sido africanizadas, este número cresceu para 90% em 1997.
Embora as abelhas africanizadas exibam certos traços comportamentais que as tornam menos desejáveis para a apicultura comercial, elas se tornaram o tipo dominante de abelhas para a apicultura na América Central e do Sul, devido ao seu domínio genético, bem como sua capacidade de superar a sua contraparte européia. Alguns apicultores afirmam que elas são produtoras de mel e polinizadores superiores
As principais diferenças entre os tipos africanizados e outros tipos de abelhas ocidentais são:
- Tendem a criar enxames com mais frequência e vão mais longe do que outros tipos de abelha.
- É mais provável que migrem como parte de uma resposta sazonal para não reduzirem o suprimento de alimento.
- É mais provável que "fechem" toda a colônia e deixem a colmeia em resposta ao estresse.
- Possuem maior defensividade quando a colonia está em repouso que com outros tipos de abelha.
- Vive mais frequentemente em cavidades terrestres que os tipos europeus de abelha.
- Guardam e protegem a colmeia de forma mais agressiva, com uma zona de alarme maior que outras abelhas.
- Possuem uma maior proporção de abelhas "guarda" dentro da colmeia.
- Desdobram em maior número de defesa e buscam ameaças em distâncias muito mais longas da colmeia que outros tipos de abelha.
- Não podem sobreviver a períodos prolongados sem uma forragem, impedindo a sua introdução em áreas com invernos severos ou verões finais extremamente secos.

## Manejo
Atualmente muitos apicultores preferem as abelhas africanas por serem consideradas mais resistentes às pragas, pois sua morfologia dificultaria a fixação da praga da varroa por exemplo. Alguns estudos apontam para a resistência das africanas a certas doenças mas não são conclusivos, e não está comprovado que esta resistência justifique a agressividade do plantel. Em termos de produção de mel industrial, a abelha africana produz bem menos mel do que a abelha europeia. A abelha africanizada híbrida tem as características das duas.
As africanizadas são indicadas para a produção de mel e própolis, por serem mais propolizadoras: o que antes era visto como desvantagem passou a interessar, pelo aumento do mercado da própolis. Porém, as melhores produtoras de própolis ainda são as abelhas caucasianas, que têm melhor desempenho na coleta de matéria prima de muito melhor qualidade.
A abelha africana ou africanizada em si não impede os trabalhos apícolas, mas os coloca em um patamar de manejo mais difícil e proibitivo para o pequeno investidor ou para aquele que não dispõe de mão de obra especializada. A apicultura com africanas, dada a agressividade dessas abelhas, não pode subsistir como atividade não profissional, pois os riscos e dificuldades de manejo são incompatíveis com a apicultura de lazer.
Alguns argumentam que todas as espécies de abelhas - africanas, africanizadas ou europeias - são igualmente afetadas pelas mesmas enfermidades, e que, quando os estudos e observações de pesquisadores afirmam resistência das africanas o fazem porque, em geral, observam apenas a existência (ou não) de atividade nas colmeias, pois não é possível fazer uma inspeção minuciosa em todo o apiário. Quando o apicultor de europeias relata um caso de alguma doença nas abelhas, é porque ele pode vistoriar minuciosamente a totalidade de suas colônias e antecipar os tratamentos. Alguns apicultores mantêm suas abelhas "europeizadas", já que a relação custo-beneficio é compensadora, principalmente pela mansidão das mesmas.
Outros, consideram que a abelha africanizada se adapta melhor ao ambiente tropical do que a europeia, além de ser relativamente resistente a pragas e doenças. Atualmente, qualquer rainha europeia importada, já fecundada por zangões europeus, virá a ser substituída por uma de suas filhas, que, em 90% dos casos, será fecundada por zangões africanizados.

## Alarmismo
Nos anos 1970 houve um alarmismo diante da proliferação das abelhas africanizadas. As africanizadas ficaram conhecidas como "abelhas assassinas" e protagonizaram filmes sensacionalistas de Hollywood. Até hoje o termo killer-bee é usado neste sentido.
O alarmismo tem sua razão de ser, pela agressividade apresentada pelas abelhas-africanas puras, e mesmo os seus cruzamentos, hoje rotulados de africanizados, também apresentam certo grau de agressividade, o que reduz drasticamente as capacidades humanas nas tarefas de manejo, exigindo mão de obra especializada e equipamento de segurança individual. Todo apiário composto por raças de abelhas africanas ou africanizadas deve ter suas instalações sinalizadas e afastadas de qualquer residência, bem como de transeuntes, estradas ou alojamentos de animais.

## Desequilíbrio ambiental
As abelhas africanizadas causam desequilíbrio ambiental nas Américas, competindo com espécies nativas como as abelhas do gênero meliponini por alimento (néctar, pólen e óleos florais). Além disto, por ocupar espaços vazios no solo, cupinzeiros ou árvores para suas colmeias na natureza, também retiram espaços que poderiam abrigar abelhas nativas (muitas ameaçadas de extinção) ou serem ocupados por animais que poderiam servir de ninho para os mesmos. Porém há algum nível de predação por parte dos animais nativos, por parte das abelhas da tribo meliponini, em especial o gênero lestrimelita ou abelhas da espécie caga fogo e arapuá.